# Wanquan (köpinghuvudort i Kina, Hubei Sheng, lat 30,03, long 113,39)
Wanquan (kinesiska: 万全, 万全镇) är en köpinghuvudort i Kina. Den ligger i provinsen Hubei, i den centrala delen av landet, omkring 110 kilometer sydväst om provinshuvudstaden Wuhan. Antalet invånare är 63 023. Befolkningen består av 29 837 kvinnor och 33 186 män. Barn under 15 år utgör 13,0 %, vuxna 15-64 år 75 %, och äldre över 65 år 10,0 %.
Runt Wanquan är det tätbefolkat, med 356 invånare per kvadratkilometer. Närmaste större samhälle är Fengkou, 7,8 km nordväst om Wanquan. Trakten runt Wanquan består huvudsakligen av våtmarker.
Genomsnittlig årsnederbörd är 1 758 millimeter. Den regnigaste månaden är maj, med i genomsnitt 229 mm nederbörd, och den torraste är december, med 39 mm nederbörd.